# Hradiště (Rokycany)
Hradiště è un comune della Repubblica Ceca facente parte del distretto di Rokycany, nella regione di Plzeň.